# St. Anna (Aich)

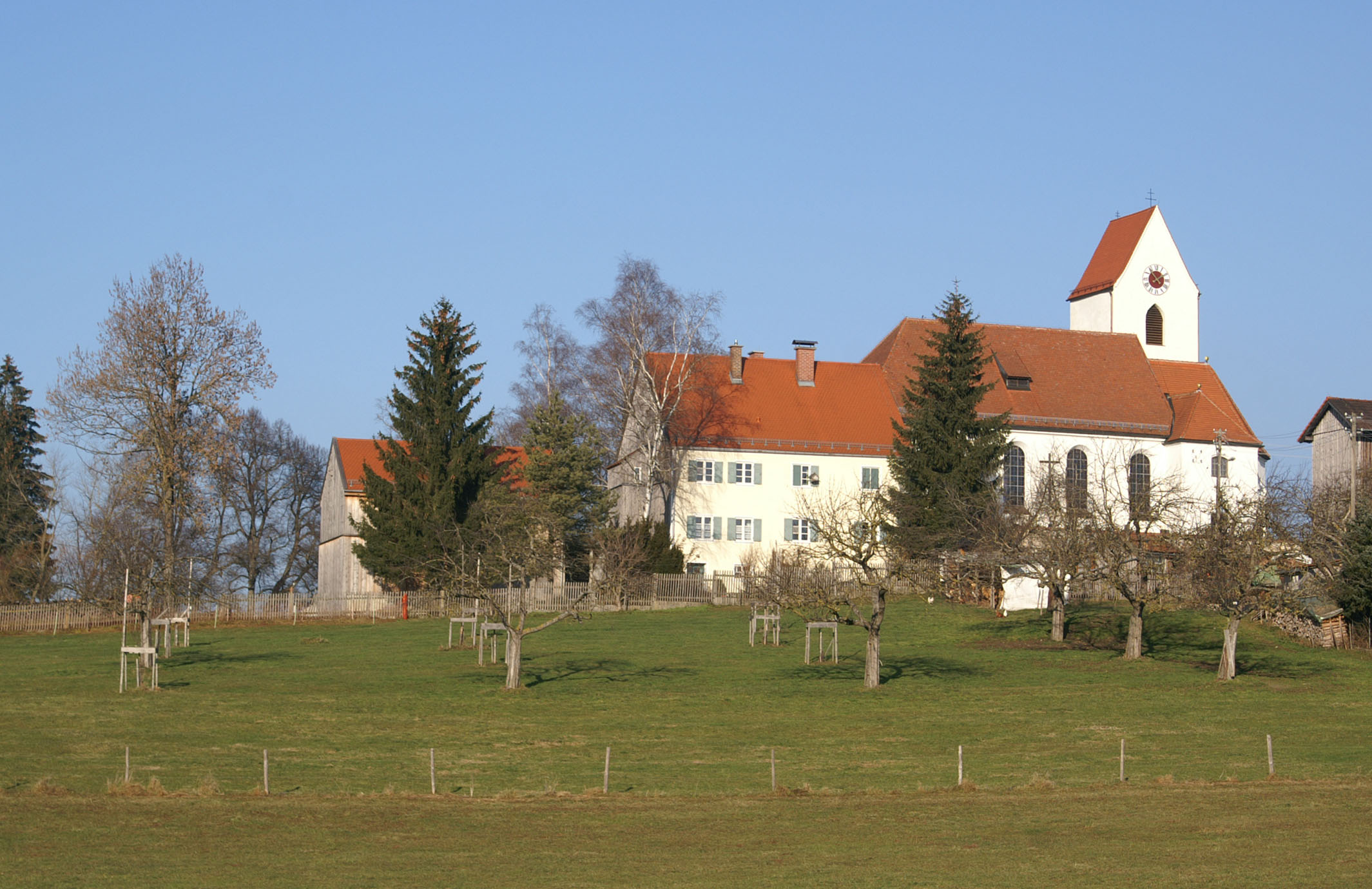
St. Anna in Aich

Die römisch-katholische Pfarrkirche St. Anna steht im Gemeindeteil Aich von Peiting im oberbayerischen Landkreis Weilheim-Schongau. Das Bauwerk ist in der Liste der Baudenkmäler in Peiting als Baudenkmal unter der Nr. D-1-90-140-11 eingetragen. Die Kirche gehört zum Dekanat Landsberg des Bistums Augsburg.

## Beschreibung
Das Langhaus der Saalkirche wurde Ende des 17. Jahrhunderts erbaut, 1727 umgestaltet und 1849 nach Westen verlängert. In seinem Osten standen schon der eingezogene, dreiseitig geschlossene Chor von 1500, der auf eine spätgotische Kapelle zurückgeht, und der Chorflankenturm an dessen Nordwand. 
Die Deckenmalereien im Innenraum des Chors hat 1916 Jakob Huwyler II. geschaffen. Im Innenraum des Langhauses entstanden sie erst 1935. Drei Altäre sind aus Stuckmarmor. Den Hochaltar schuf 1715 Dominikus Zimmermann. Auf der Mensa ist eine Maria vom Siege dargestellt.